# Joe Klocek
Joe Klocek (* 24. Juni 1995 in Brisbane) ist ein australischer Filmschauspieler.

## Leben
Der 1995 in Brisbane geborene Joe Klocek besuchte die Kenmore State High School und nahm am Youth Ensemble Program des Queensland Theatre teil. Hierüber wurden ihm Rollen in dem Film Pirates of the Caribbean: Salazars Rache und in verschiedenen Fernsehserien vermittelt. In der dritten Staffel von Nowhere Boys war Klocek in mehr als 20 Folgen in der Rolle von Heath zu sehen. Ab 2018 folgten acht Folgen in der Serie Patricia Moore.
In The Dry – Lügen der Vergangenheit von Robert Connolly spielt er den Protagonisten Aaron Falk als jungen Mann, der als erwachsener Mann von Eric Bana verkörpert wird.
Klocek ist einer der Rising Stars der Casting Guild of Australia des Jahres 2019.
Nach einer Reihe von Aufenthalten für Dreharbeiten in Australien und im Ausland zog er wieder nach Brisbane, wo seine Eltern Roly und Judy und sein älterer Bruder Daniel leben.

## Filmografie (Auswahl)
- 2010: Best Day (Kurzfilm)
- 2016–2018: Nowhere Boys (Fernsehserie, 26 Folgen)
- 2017: Pirates of the Caribbean: Salazars Rache (Pirates of the Caribbean: Dead Men Tell No Tales)
- 2017: Nachbarn  (Fernsehserie, 5 Folgen)
- 2018: Patricia Moore (Fernsehserie, 8 Folgen)
- 2020: Kinder des Zorns (Children of the Corn)
- 2020: The Dry – Lügen der Vergangenheit (The Dry)
- 2024: My Lady Jane (Fernsehserie)